# 25024 Calebmcgraw
A 25024 Calebmcgraw (ideiglenes jelöléssel 1998 QL19) a Naprendszer kisbolygóövében található aszteroida. A LINEAR projekt keretében fedezték fel 1998. augusztus 17-én.